# Гривна (газета)
Газета «Гри́вна» — незалежне інформаційно-економічне, культурно-просвітницьке видання.
Виходить у світ в Херсоні з 1994 року. Газета «Суботній випуск» видається з листопада 2001 року.
Інформаційна політика газети — незалежне, об'єктивне висвітлення подій, проблем і соціальних явищ міста і області. Газета «Гривна» є одним з наймасовіших друкованих видань регіону, — чисельність читацької аудиторії одного номера становить 200 тис. осіб.
Читачами газети є представники практично усіх соціальних та вікових груп населення Херсона. Постійні розділи і теми "Гривни" — реклама, соціальні події, економіка, право, політика, екологія, спорт, юридична консультація, історія краю, медицина, дозвілля. У "Гривні" публікуються телепрограма, гороскоп, міська афіша, кросворд, приватні оголошення.
Газета "Суботній випуск" містить оперативні новини кінця тижня і пропонує читачеві більше матеріалів розважального, пізнавального і культурного характеру. У суботньому випуску зачіпаються теми основної газети, а також публікуються інтерв'ю з цікавими людьми, більш розширено подаються події культурного життя. Також є сканворд і астропрогноз на тиждень.
Газета «Гривна» - один із засновників Асоціації "Незалежні регіональні видавці України", член WAN (Всесвітній газетній асоціації).

## Наклад газети

Карта розповсюдження накладу газети "Гривна" та "Суботній випуск" територією Херсонської області (станом на 2010 р.)

Щотижневий наклад "Гривни" — 52 000 примірників (достовірність інформації підтверджується "Українським бюро сертифікації тиражів"). Газета виходить на 32-40 смугах формату A3. Роздрібна ціна — 2,50 грн. Наклад "Суботнього випуску" (16-20 смуг формату А3) близько 32 000. Роздрібна ціна — 1 грн. (приведені дані про наклад за станом на березень 2011 року). Наклад "Гривни" — найвищий в місті Херсоні та області. Частка видання на газетному ринку регіону — близько 50%.
62% накладу "Гривни" розповсюджується в роздрібній мережі (мережа кіосків "Преса", близько 300 постійних суспільних розповсюджувачів) в Херсоні, передмістях і райцентрах області. В наш час[коли?] наклад "Гривни", поширюваний за підпискою, — близько 21 000, "Суботнього випуску" — 30 000. Приблизно 30% загального накладу розповсюджується по області, 70% — по Херсону. По Україні, в основному, підписчики — рекламні агентства.
Близько 40% площі "Гривни" займає реклама ("Суботнього випуску" — до 20%). З рекламним відділом "Гривни" співпрацюють практично всі рекламодавці регіону і понад 100 рекламних агентств України. З розділу "Рекламодавцям" можна отримати докладнішу інформацію про ціни на рекламу, графік виходу, технічні параметри газети і про вимоги до оригінал-макетів.

## Особливості друку
Газети "Гривна" і "Суботній випуск" друкуються у ВАТ "Херсонська міська друкарня" (вул. 40 років Жовтня, 31) на новому (встановленому в 2006 році) шведському устаткуванні SOLNA.

## Журналісти
- Валерій Боянжу (шеф-редактор)
- Оксана Казакова (заступник головного редактора)
- Тетяна Кирпа
- Ірина Домащенко